# Betazoide
Los betazoides son una raza del universo ficticio de la serie Star Trek. Son criaturas externamente idénticas a los humanos, salvo por un iris de mayor tamaño y siempre negro. Además tienen capacidades telepáticas y empáticas. 

## Origen y capacidades
Fueron vistos por primera vez en la fecha estelar 41153.7, en el episodio «Encuentro en Farpoint».
Los betazoides son personas pacíficas, casi idénticos a los terrestres con la excepción de sus poderes telepáticos y habilidades empáticas. Los betazoides aprecian las bellas artes, la literatura, y la filosofía. Como todos los betazoides son telepáticos, normalmente no necesitan articular sus pensamientos entre sí para comunicarse; es una habilidad natural y la fuerza de la habilidad varía de uno a otro. 
La mayoría desarrolla la habilidad en la adolescencia, pero algunos tienen habilidades telepáticas congénitamente activas, que pueden causar problemas mentales severos debido a su incapacidad de proteger las mentes de los demás. Pueden reproducirse con humanos, aunque esto diluye a menudo las habilidades telepáticas de la descendencia; un caso concreto es la consejera Deanna Troi (su madre es betazoide y su padre es humano). Los niños de esa unión desarrollan a menudo habilidades empáticas en lugar de las telepáticas, aunque todavía pueden comunicarse telepáticamente con sus padres betazoides.

## Limitaciones
Son incapaces de leer las mentes de los ferengi, Breen, ullianos y dopterianos debido a las formaciones del lóbulo de su cerebro, pero los medio betazoides han tenido de vez en cuando éxito, dándose cuenta de las emociones de estas especies. Las habilidades empáticas y telepáticas de los betazoides necesitan una disciplina estricta para ser controladas por ellos.
En los betazoides maduros se dan condiciones médicas como "fiebre de Zanthi", que provoca un daño del mecanismo de mando que permite a los empáticos influir en las personas circundantes. La embajadora Lwaxana Troi fue afectada una vez a bordo de la estación espacial Espacio Profundo 9 y, cuando estaba bajo la influencia de la fiebre, proyectó sus emociones hacia quienes estaban cerca. La consejera Deanna Troi del USS Enterprise (NCC-1701-D) fue incapacitada más de una vez cuando una influencia extranjera bloqueó su mecanismo mental y la torturó con un diluvio de pensamientos.

## Sociedad betazoide
La sociedad de Betazed tiende a tradiciones más formales y detalladas, con ceremonias que la mayoría de las culturas han eliminado en su fase evolutiva actual, como la ceremonia de boda tradicional en la que no se permite ninguna ropa. Según el libro popular de Peter David "Imzadi", el casamiento betazoide es rico en simbolismos. Es costumbre que todas las personas, invitados y participantes asistan desnudos a la ceremonia, para simbolizar que no hay nada físico y espiritual que esconder, y que todos están compartiendo su espíritu de armonía y unidad. 
En el casamiento, el novio camina seguido por su madre que tira de su brazo e intenta detenerlo. El novio sigue caminando, y su padre camina a su lado y sostiene una mano intentando detener al novio. El novio retira a su padre suave, pero firmemente. Entonces entran los padres de la novia, y la madre de la novia solloza ruidosamente. La novia se sienta en la fila delantera. Una mujer que es equivalente a una sirvienta de honor, entra y camina hacia la novia y dice: “Yo los convoco al matrimonio”. Escolta a la novia al lado del novio y comienza la ceremonia. La novia lleva una venda blanca en el pelo que, después de la ceremonia, echa por encima de su hombro a una muchedumbre de mujeres que esperan, como la tradición terrestre de echar el ramillete nupcial. Para la mujer que toma la venda puede significar que el amor de su vida está por llegar.